# Megalagathis schoutedeni
Megalagathis schoutedeni är en stekelart som först beskrevs av Szepligeti 1914.  Megalagathis schoutedeni ingår i släktet Megalagathis och familjen bracksteklar. Inga underarter finns listade i Catalogue of Life.